# Vilar de Ortelle
Vilar de Ortelle (llamada oficialmente Santiago de Vilar de Ortelle) es una parroquia española del municipio de Pantón, en la provincia de Lugo, Galicia.

## Límites
Limita por el norte con las parroquias de Ribas de Miño, Acova y Fión, por el sur con Atán, por el este con Eiré y Castillón, y por el oeste con el río Miño. 

## Organización territorial
La parroquia está formada por dieciséis entidades de población, constando trece de ellas en el nomenclátor del Instituto Nacional de Estadística español:

### Entidades de población
Entidades de población que forman parte de la parroquia:
- Balboa (Valboa)
- Casanova (A Casanova)
- Marce
- Míllara (A Míllara)
- Morá (A Morá)
- O Batán
- Outeiro
- Ramos
- Rechelo (Rachelo)
- Rubiá (Rubiás)
- San Román (San Romao)
- Vilar

### Despoblados
Despoblados que forman parte de la parroquia:
- Amboade[cita requerida]
- Areas
- Eirexe
- Lagariza (A Lagariza)

## Demografía
| Gráfica de evolución demográfica de Vilar de Ortelle entre 2000 y 2020 |
|                                                                        |
| Datos según el nomenclátor publicado por el INE.                       |